# Gynoplistia jucundella
Gynoplistia jucundella là một loài ruồi trong họ Limoniidae. Chúng phân bố ở miền Australasia.